# Хамерова пројекција
Хамерова пројекција представља једну од еквивалентних пројекција или пројекција једнаке површине коју је описао Ернст Хамер 1892. године. Користећи исти 2: 1 однос полуоса елипсе као и код Молвајдове пројекције, Хамер је намјеравао да смањи деформације у регионима спољних меридијана, што је то видљиво у Молвајдовој пројекцији.   

## Математички развој пројекције
Директно инспирисан Аитофовом пројекцијом, Хамер је предложио употребу екваторијалног облика Ламбертове азимутне еквивалентне пројекције умјесто Аитофове употребе азимутне еквидистантне пројекције : 
{\displaystyle {\begin{aligned}x&=\operatorname {laea} _{x}\left({\frac {\lambda }{2}},\varphi \right)\\y&={\tfrac {1}{2}}\operatorname {laea} _{y}\left({\frac {\lambda }{2}},\varphi \right)\end{aligned}}}
гдје су lael x и laea y су x и y компоненте пројекције једнаке подручју Ламбертове екваторијалне азимутне пројекције. Изричито написано производи: 
{\displaystyle {\begin{aligned}x&={\frac {2{\sqrt {2}}\cos \varphi \sin {\frac {\lambda }{2}}}{\sqrt {1+\cos \varphi \cos {\frac {\lambda }{2}}}}}\\y&={\frac {{\sqrt {2}}\sin \varphi }{\sqrt {1+\cos \varphi \cos {\frac {\lambda }{2}}}}}\end{aligned}}}
Инверзно се израчунава са средњом променљивом 
{\displaystyle z\equiv {\sqrt {1-\left({\tfrac {1}{4}}x\right)^{2}-\left({\tfrac {1}{2}}y\right)^{2}}}}
Географска дужина и ширина се тада могу израчунати помоћу сљедећих формула 
{\displaystyle {\begin{aligned}\lambda &=2\arctan {\frac {zx}{2\left(2z^{2}-1\right)}}\\\varphi &=\arcsin zy\end{aligned}}}
где је λ географска дужина одређена помоћу централног меридијана, а φ географска ширина .  
Визуелно су Аитофове и Хамерове пројекције врло сличне. Хамерова пројекција се више користи због свог еквивалентног својства. Молвајдова пројекција је још једна пројекција једнаке површине, премда са праволинијским паралелама географске ширине, за разлику од Хамерових закривљених паралела.   

### Брисмајстерова пројекција
Виљам А. Брисмајстер представио је варијанту Хамерове пројекције 1953. године. У овој варијанти, централни меридијан је постављен на 10° источно од централног меридијана, координатни систем се ротира како би се 45° N паралела довела у центар, а резултујућа карта се деформише хоризонтално и вертикално да би се умјесто размјера 2:1 Хамерове пројекције постигао однос 7: 4. Сврха је представљање копнених маса централније и са мањим изобличењима. 

### Нордијска пројекција
Прије пројектовања Хамерове пројекције, Џон Бартоломеј је ротирао координатни систем како би 45° N паралелу довео до центра, остављајући главни меридијан као централни меридијан пројекције. Ову варијанту назвао је „нордијском“ пројекцијом. 